# Alluaudia montagnacii
Alluaudia montagnacii és una espècie de plantes amb flors que pertany a la família de les didiereàcies.

## Descripció
Alluaudia montagnacii és similar a Alluaudia ascendens i només es diferencia per les seves espines una mica més fortes i per les panícules laterals més grans formades per moltes flors petites i de color blanc.
Els fruits són semiesfèrics i tenen un diàmetre de 2 a 2,5 mm.
El nombre de cromosomes és {\displaystyle 2n=} aproximadament {\displaystyle 240} o aproximadament {\displaystyle 192}.

## Distribució i hàbitat
Alluaudia montagnacii només es distribueix molt localment i és molt rar al sud-oest de Madagascar i creix en petites zones àrides i subàrides en un estret cinturó de la costa. Forma part dels boscos espinosos de Madagascar, on forma una comunitat vegetal específica amb Euphorbia intisy i Euphorbia stenoclada.

## Taxonomia
La primera descripció d'Alluaudia montagnacii va tenir lloc el 1961 per Werner Rauh i publicat a Adansonia: recueil périodique d'observations botanique n.s. 1: 43-45, t. 4(9), 5–6(10–14).
Se suposa que aquesta espècie és un híbrid natural entre Alluaudia ascendens i  Alluaudia procera.
Etimologia
Alluaudia: gènere que va ser dedicat a l'explorador francès François Alluaud (1861-1949).
montagnacii: epítet